# The Gates of Oblivion
Gates of Oblivion je třetí album od španělské heavy metalové kapely s prvky neo-classical metalu, power metalu, progressive metalu, symphonic metalu Dark Moor.

## Seznam skladeb
1. "In the Heart of Stone" - 4:36
2. "A New World" - 5:52
3. "The Gates of Oblivion" - 1:38
4. "Nevermore" - 4:43
5. "Starsmaker (Elbereth)" - 5:42
6. "Mist in the Twilight" - 0:50
7. "By the Strange Path of Destiny" - 5:46
8. "The Night of the Age" - 4:33
9. "Your Symphony" - 4:27
10. "The Citadel of the Light" - 1:10
11. "A Truth for Me" - 5:03
12. "Dies Irae (Amadeus)" - 11:09
13. "The Shadow of the Nile (Bonus Track)" - 5:58